# استیگگفورسن
استیگگفورسن (به سوئدی: Styggforsen) یک آبشار و ذخیره‌گاه طبیعی در سوئد است که در بخش رتویک واقع شده‌است.